# Kris Kross Amsterdam

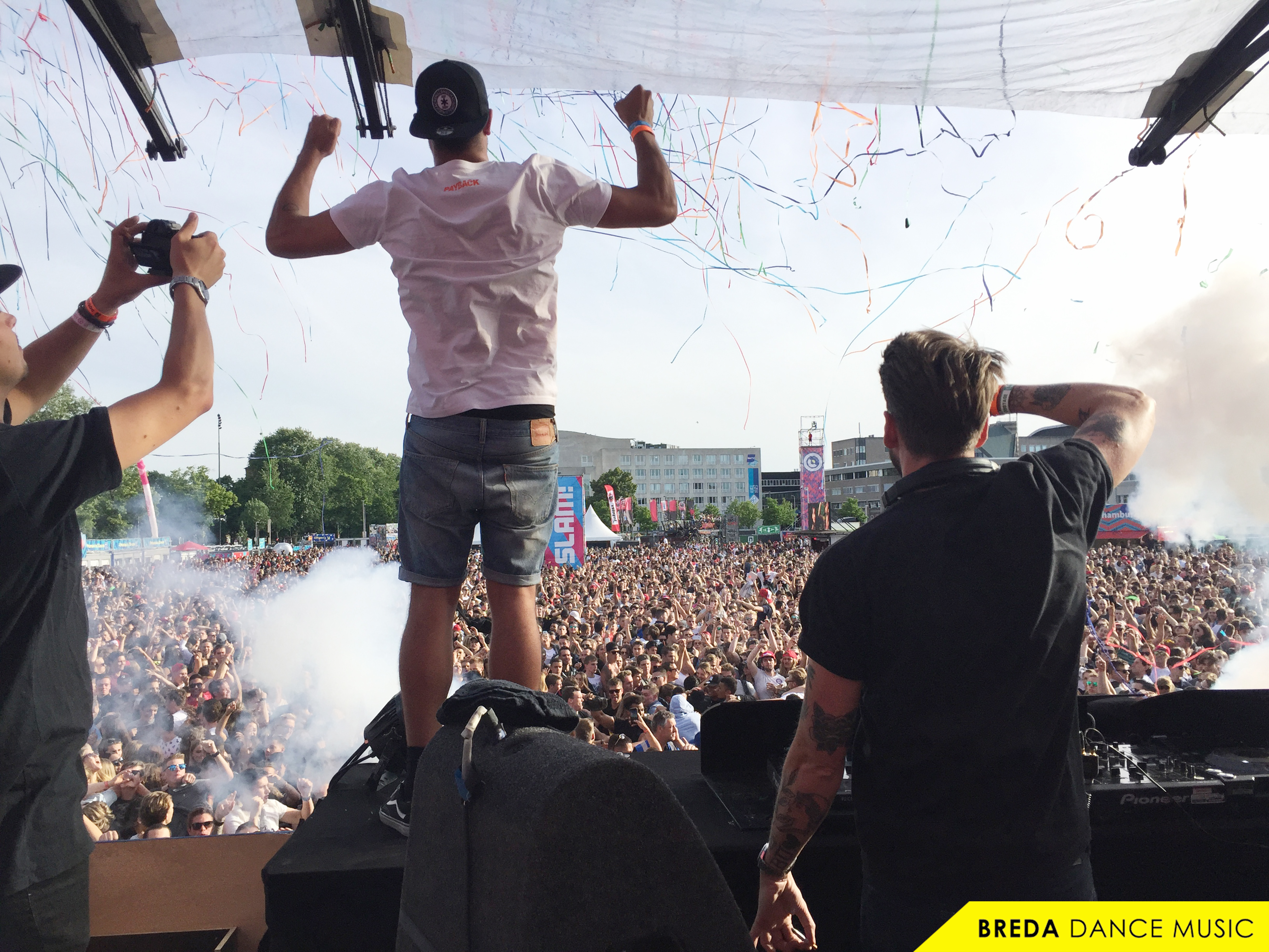
O trio durante um concerto em Breda em 2017

Kris Kross Amsterdam (KKA) é um trio holandês de DJs e produtores de discos formado pelos irmãos Jordy e Sander Huisman, e pelo MC Yuki Kempees. Sua música é uma mistura de vários estilos musicais, incluindo R&B, hip hop, funk, soul, pop e house. O nome é um aceno para a famosa dupla de rap Kris Kross, do início dos anos 90, conhecida por seu single de sucesso "Jump".

## Carreira
Kris Kross Amsterdam se originou como dois irmãos em 2011 em Amsterdã. Com seu nome em homenagem à lendária dupla americana de hip hop Kris Kross, eles começaram a dar festas em Amsterdã, onde começaram a tocar uma mistura de R&B, hip hop, twerk, trap e house. Em 2014, MC Yuki Kempees se juntou a eles.
Em junho de 2015, Kris Kross Amsterdam assinou um contrato com a gravadora de dança Spinnin 'Records e lançou seu single de estréia "Until the Morning" com o MC CHOCO.
Em fevereiro de 2016, KKA lançou vários hits, atraindo a atenção mundial. Entre esses lançamentos está o hit internacional "Sex", com o trio americano de música eletrônica Cheat Codes, que mostra o refrão de "Let's Talk About Sex". "Are You Sure?", uma colaboração com a estrela pop britânica Conor Maynard e o artista americano de hip hop Ty Dolla $ign, e o lançamento mais recente com Conor e The Boy Next Door, "Whenever". Esta faixa se originou da canção da Shakira "Whenever, Wherever". A música recebeu mais de um milhão de transmissões por dia e recebeu atenção da Billboard Dance Chart, Global Top 50 Chart e 29 Viral Charts no Spotify.
Além de fazer singles, eles fazem shows em todo o mundo. Eles hospedaram vários palcos e destacaram cenários em Mysteryland, Tomorrowland, Parookaville, Ultra Music Festival.

## Discografia

### Singles
- 2015 – Until the Morning (com CHOCO)
- 2016 – Sex (com Cheat Codes)
- 2016 – Are You Sure? (com Conor Maynard e Ty Dolla $ign)
- 2017 – Gone Is the Night (com Jorge Blanco)[5]
- 2018 – Whenever (com Boy Next Door featuring e Conor Maynard)
- 2018 – Vámonos (com Ally Brooke e Messiah)
- 2018 – Hij Is van mij (com Maan, Tabitha e Bizzey)
- 2019 – Moment (com Kraantje Pappie e Tabitha)
- 2019 – Ik sta jou beter (com Nielson)
- 2019 – Ooh Girl (com Conor Maynard e A Boogie wit da Hoodie)
- 2020 – Loop niet weg (com Tino Martin e Emma Heesters)